# Aleksandrówka (obwód winnicki)
Aleksandrówka – wieś na Ukrainie, w obwodzie winnickim, w rejonie trościańskim.

## Linki zewnętrzne

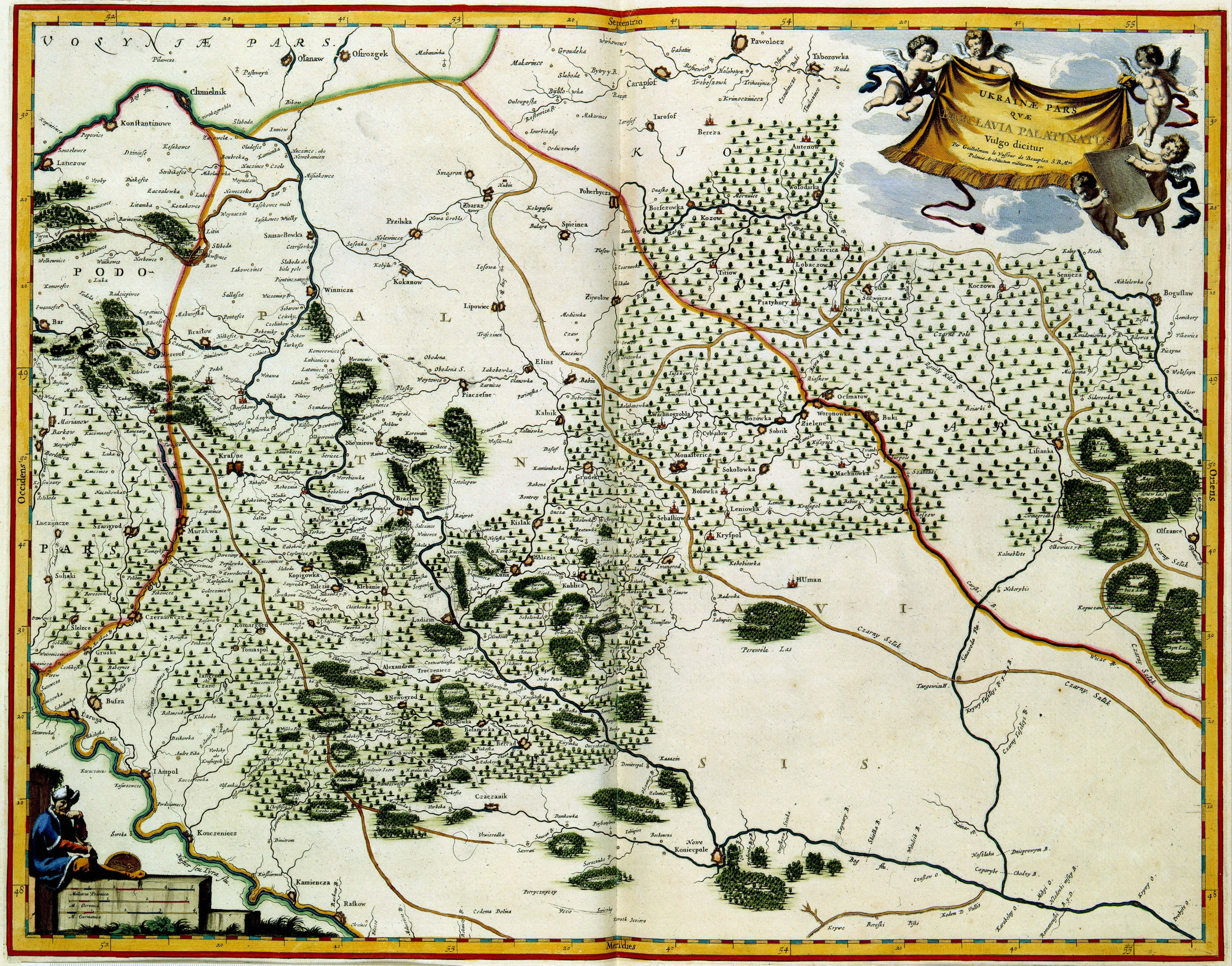
Mapa województwa bracławskiego z 1648 r. Miejscowość w południowej części mapy